# Grands Boulevards (métro de Paris)
Pour les articles homonymes, voir Grands Boulevards.
Grands Boulevards est une station des lignes 8 et 9 du métro de Paris, située à la limite des 2e et 9e arrondissements de Paris.

## Situation
La station est implantée sous l'extrémité occidentale du boulevard Poissonnière, entre l'intersection avec les rues Montmartre et du Faubourg-Montmartre d'une part et le débouché des rues Saint-Fiacre et Rougemont. Approximativement orientée selon un axe est-ouest, elle s'intercale entre les stations Richelieu - Drouot et Bonne Nouvelle pour les deux lignes, les quais étant établis dans un ouvrage particulier édifié sous les Grands Boulevards, où les lignes 8 et 9 sont superposées. La station de la ligne 8, au niveau supérieur, est soutenue par celle de la ligne 9, au niveau inférieur.

## Histoire
La station est ouverte le 5 mai 1931 sur la ligne 8 et le 10 décembre 1933 sur la ligne 9, avec la mise en service de leurs prolongements respectifs depuis la station voisine Richelieu - Drouot, jusqu'à Porte de Charenton pour la première et Porte de Montreuil pour la seconde.
Elle doit sa dénomination initiale de Montmartre puis Rue Montmartre à sa proximité avec ladite rue, laquelle correspond à une partie de l'ancien chemin permettant d'accéder à la butte Montmartre par le sud.
En 1945, le criminel Jacques Menassolle se suicide sur un quai de la station alors que la police procède à son interpellation. Il faisait partie d'une équipe crapuleuse — comptant Joseph Damiani parmi ses membres — qui enlevait des individus et leur soutirait de l'argent avant de les assassiner.
Comme un tiers des stations du réseau entre 1974 et 1984, les quais des deux lignes sont rénovés en style « Andreu-Motte », en rouge pour la ligne 8 et vert sur la ligne 9, avec remplacement des faïences biseautées d'origine par du carrelage blanc plat dans les deux cas.
Dans le courant de l'été 1998, la station est renommée Grands Boulevards pour mettre fin aux nombreuses confusions de touristes pensant à tort que la station assurait la desserte de la butte Montmartre, qui se situe en réalité à plusieurs kilomètres plus au nord. Elle tire sa nouvelle appellation de son implantation sous l'un des Grands Boulevards, terme désignant une série de larges artères aménagées sur la rive droite en lieu et place des anciennes fortifications de Charles V et de Louis XIII.
Dans le cadre du programme « Renouveau du métro » de la RATP, les couloirs de la station ont été rénovés le 23 juin 2004.
En 2019, 6 807 424 voyageurs sont entrés à cette station, ce qui la place à la 44e position des stations de métro pour sa fréquentation.
En 2020, avec la crise du Covid-19, 2 608 284 voyageurs sont entrés dans cette station, la reléguant à la 78e position des stations de métro pour sa fréquentation.
En 2021, la fréquentation remonte progressivement, avec 3 737 316 voyageurs qui sont entrés dans cette station ce qui la place à la 66e position des stations de métro pour sa fréquentation.

## Services aux voyageurs

### Accès
La station dispose de six accès :
- Accès no 1 « rue du Faubourg-Montmartre » 48° 52′ 17″ N, 2° 20′ 37″ E
- Accès no 2 « boulevard Montmartre, Musée Grévin » 48° 52′ 18″ N, 2° 20′ 34″ E
- Accès no 3 « rue Montmartre » 48° 52′ 17″ N, 2° 20′ 34″ E
- Accès no 4 « boulevard Poissonnière » 48° 52′ 17″ N, 2° 20′ 36″ E
- Accès no 5 « rue Saint-Fiacre » 48° 52′ 15″ N, 2° 20′ 44″ E
- Accès no 6 « rue Rougemont » 48° 52′ 16″ N, 2° 20′ 45″ E

Accès à la station
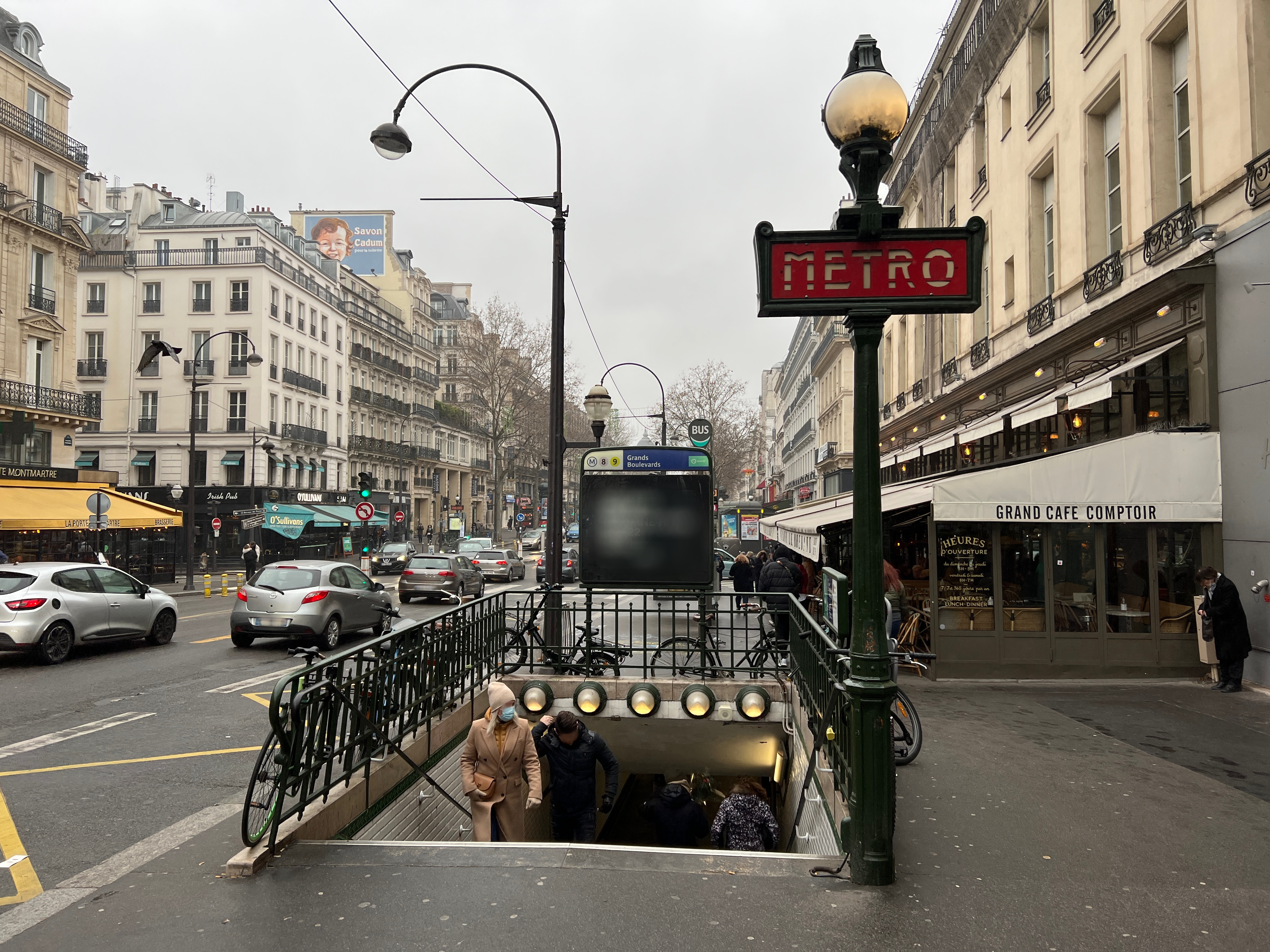
L'accès no 1 « Rue du Faubourg-Montmartre ».
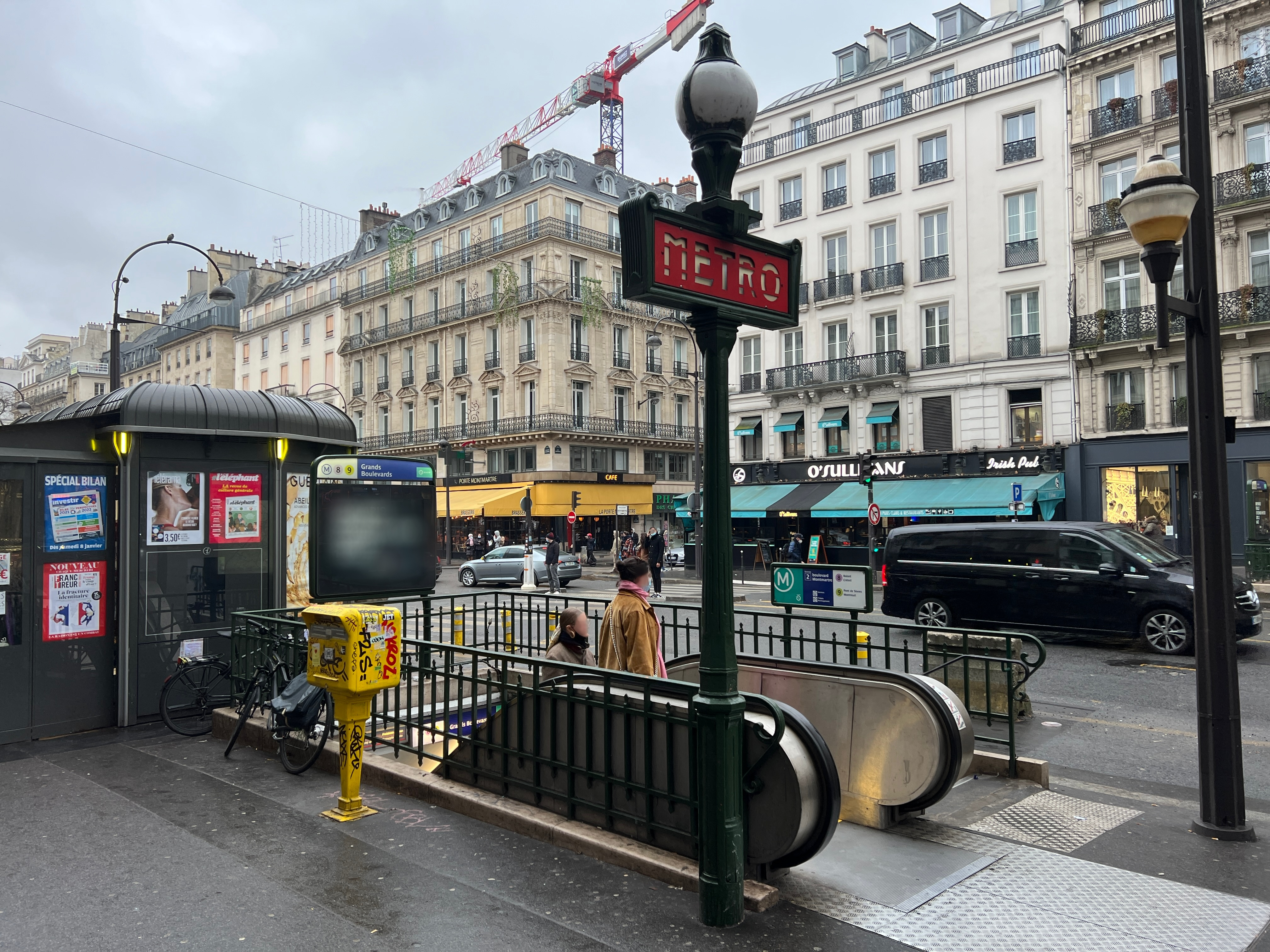
L'accès no 2 « Boulevard Montmartre ».
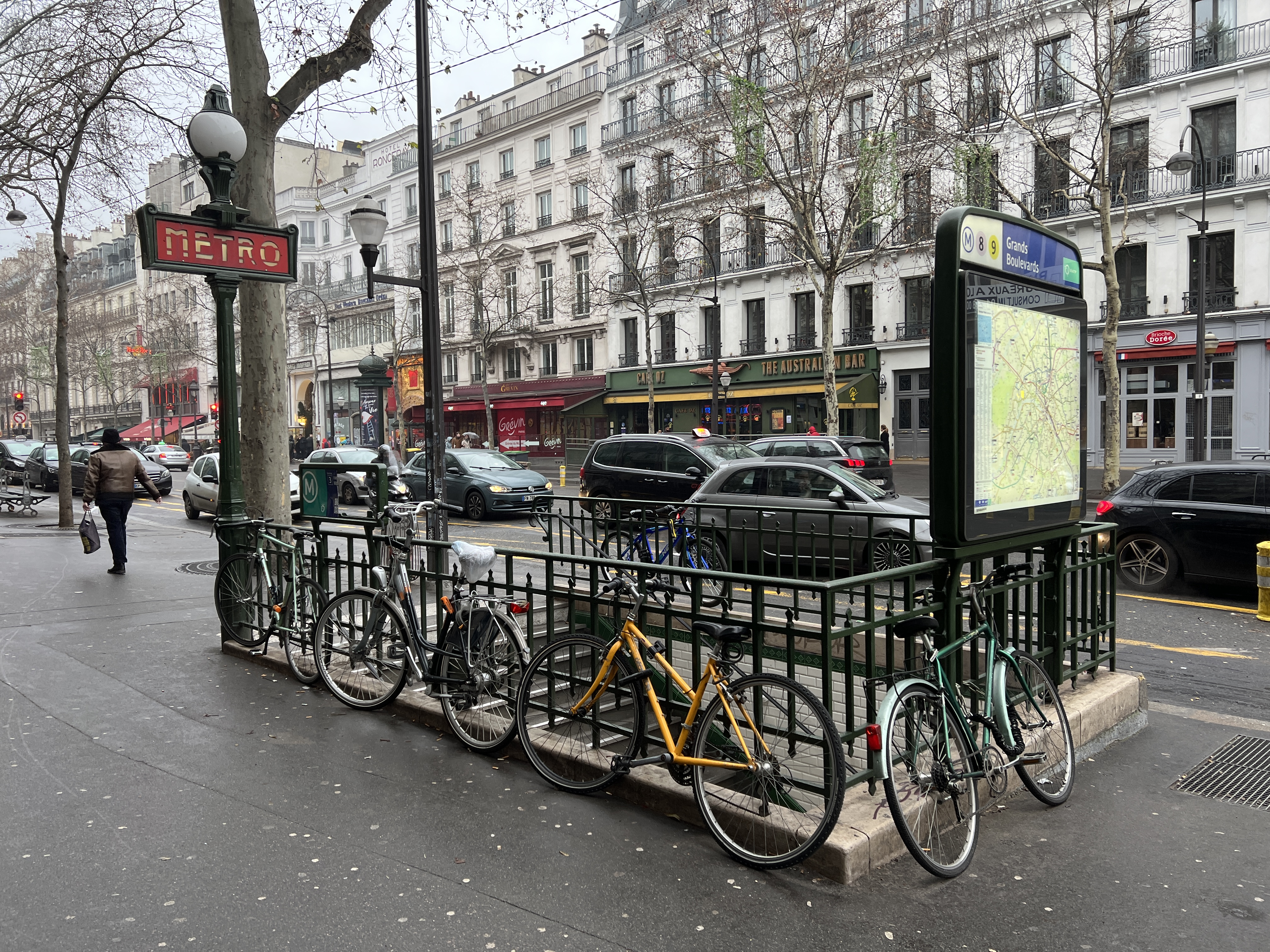
L'accès no 3 « Rue Montmartre ».
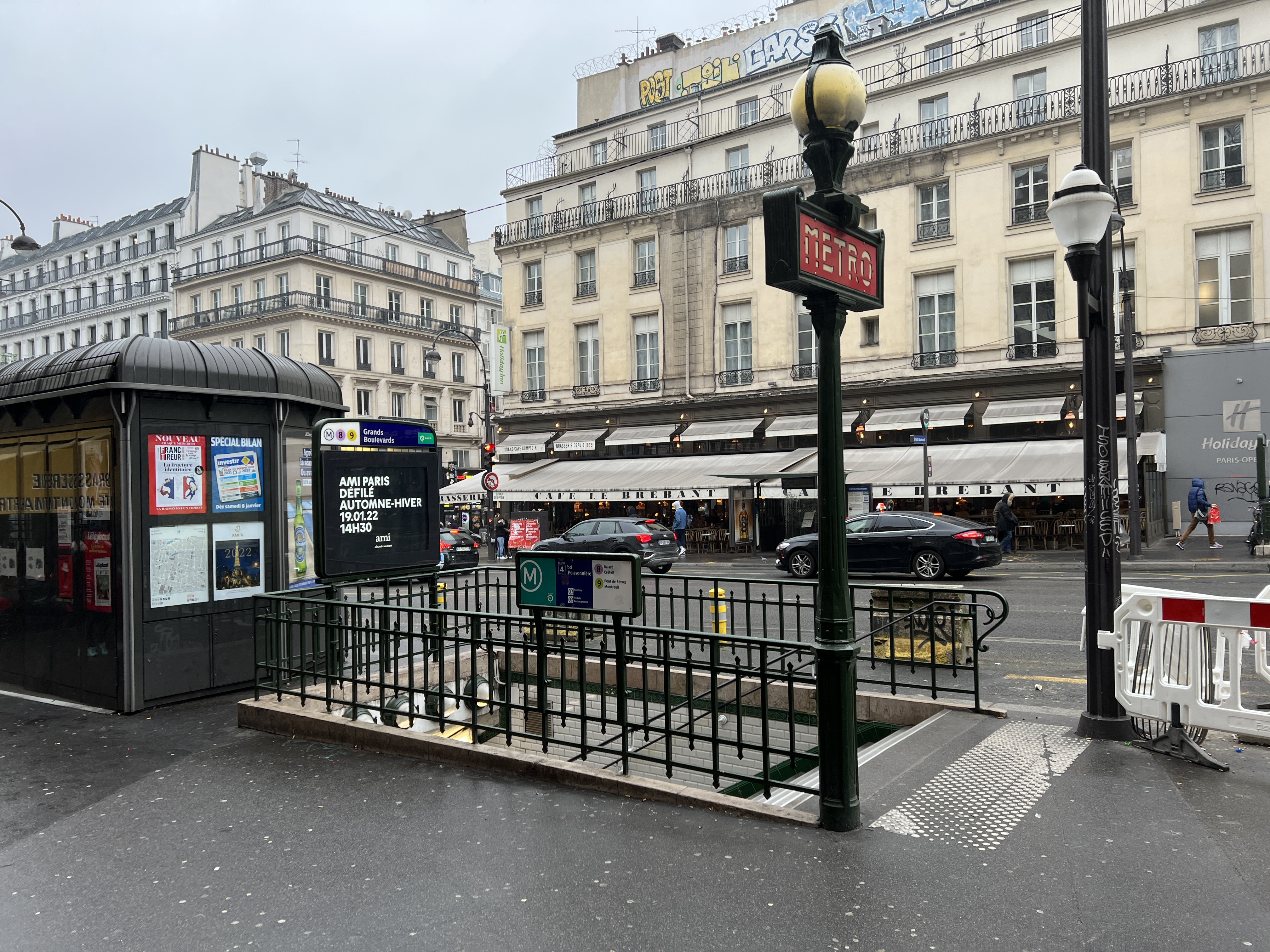
L'accès no 4 « Boulevard Poissonnière ».
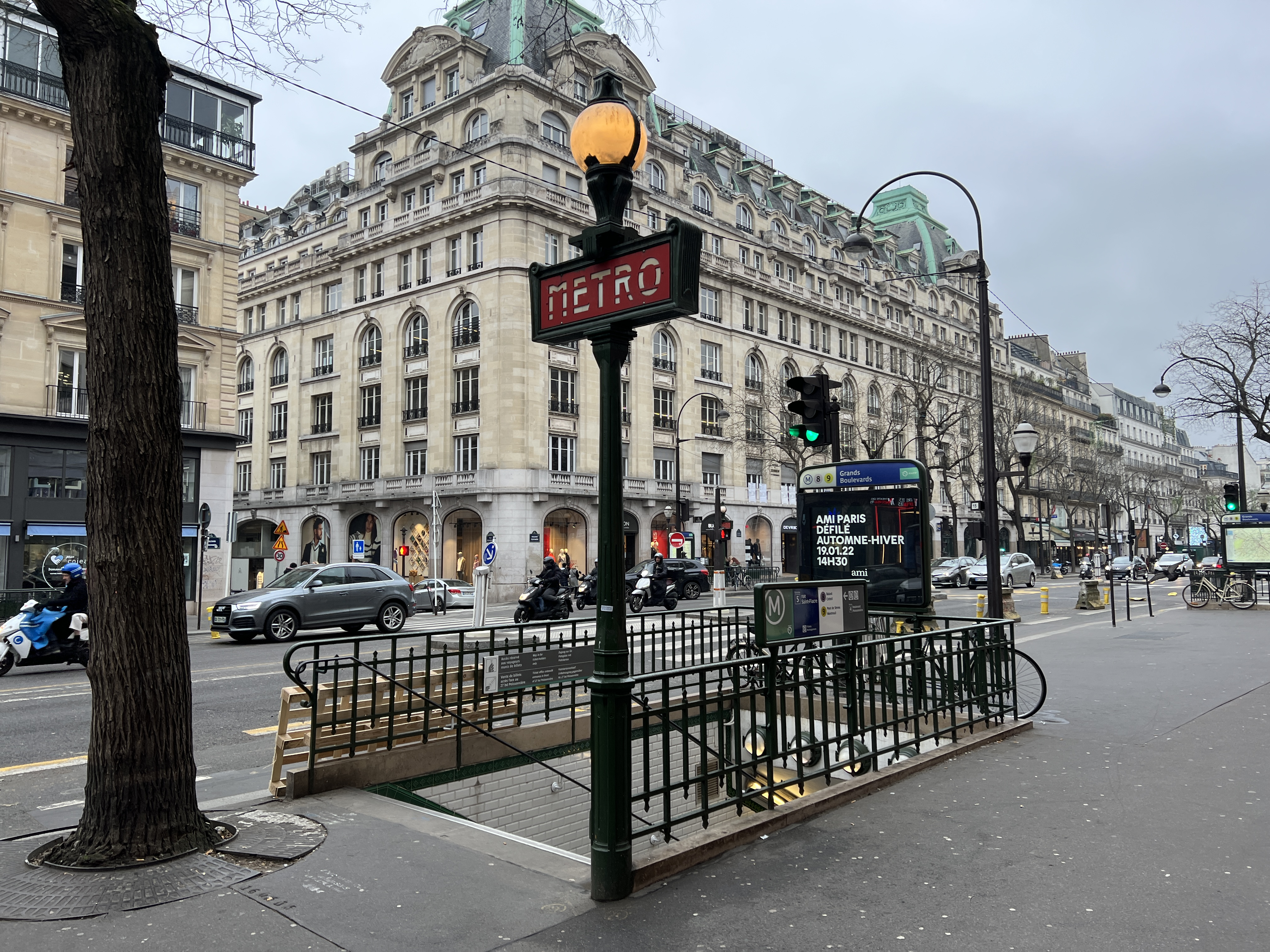
L'accès no 5 « Rue Saint-Fiacre ».
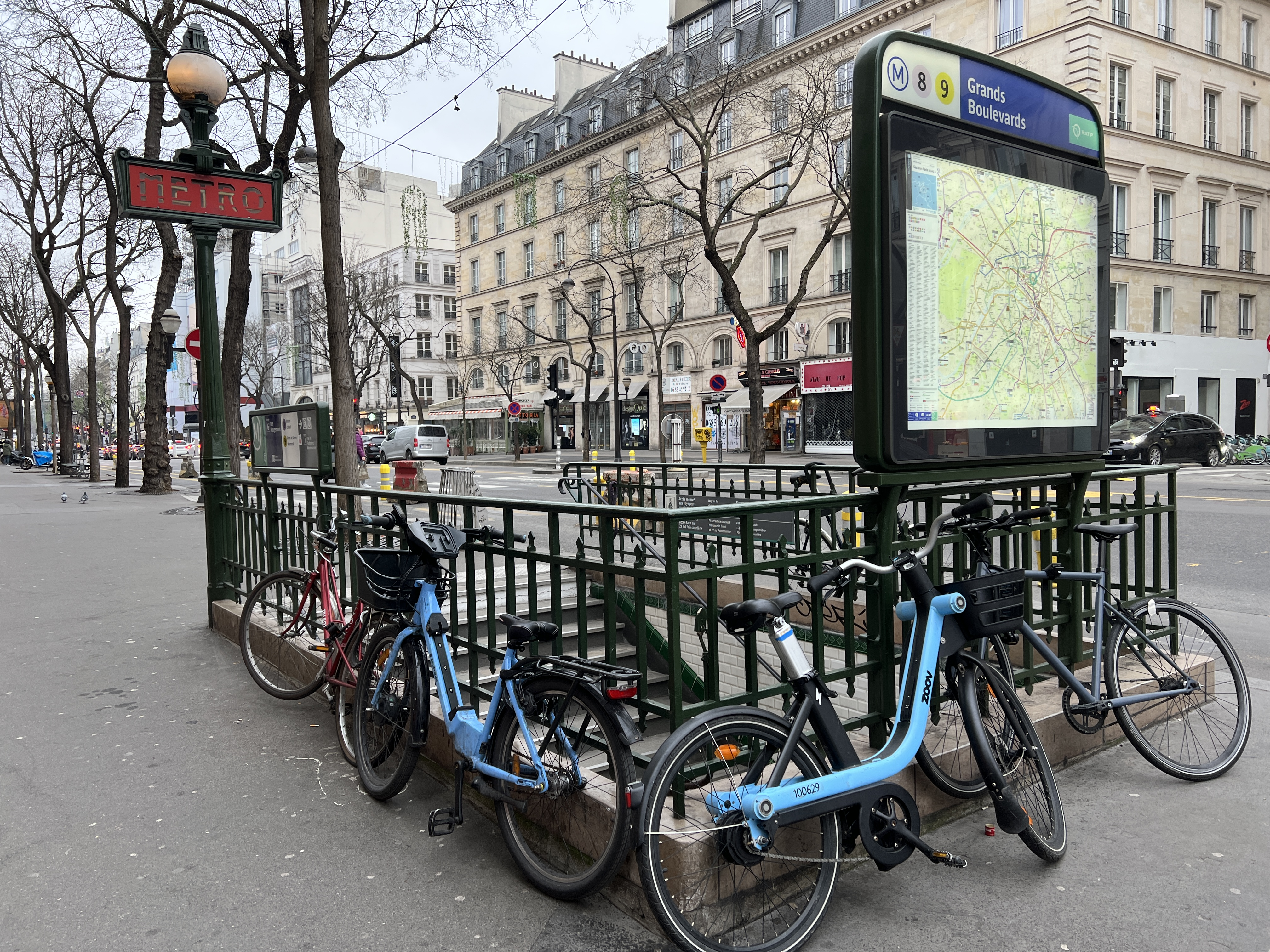
L'accès no 6 « Rue Rougemont ».

.

### Quais

Quais de la station
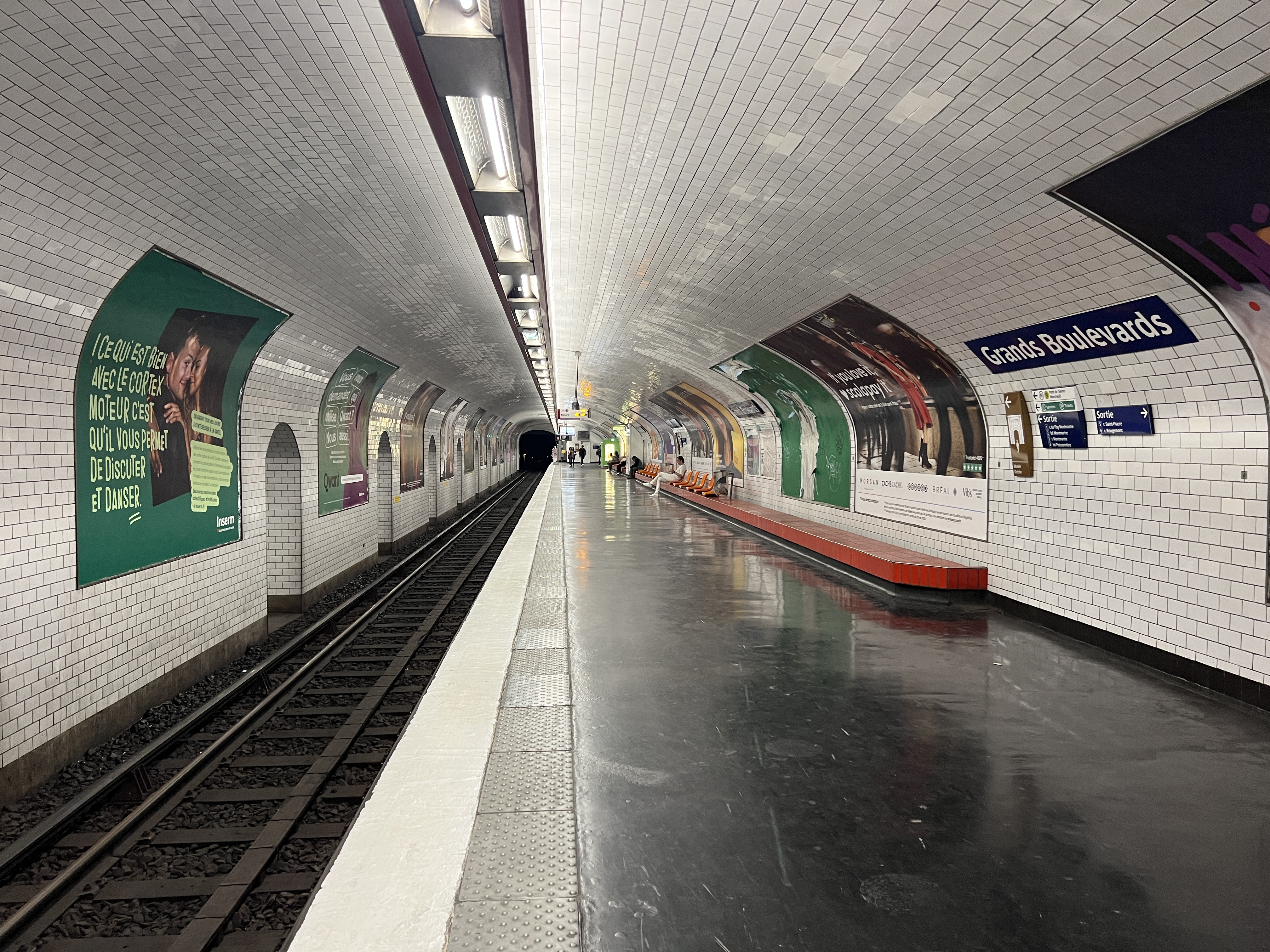
Quais de la ligne 8 direction Balard.
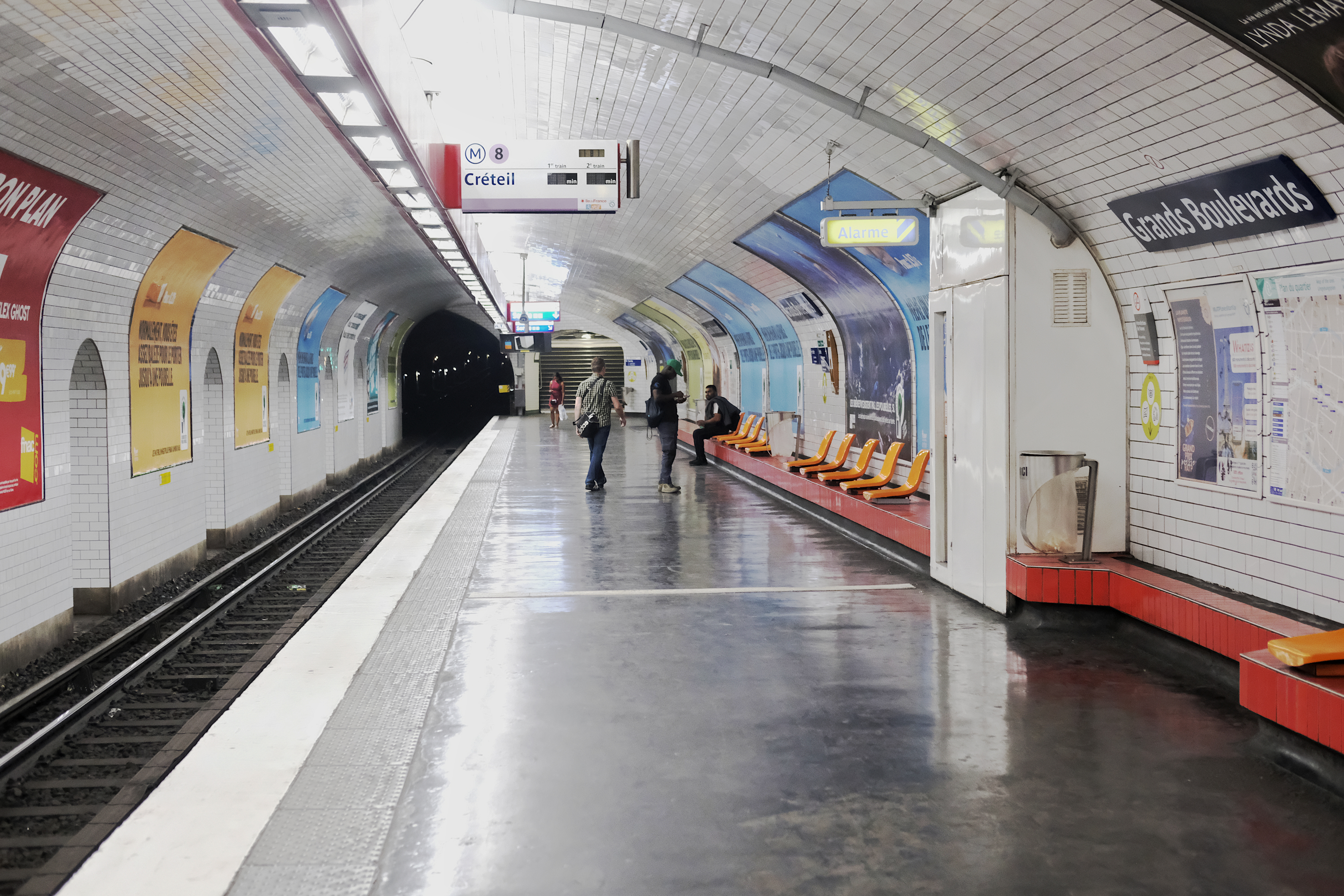
Quais de la ligne 8 direction Créteil.
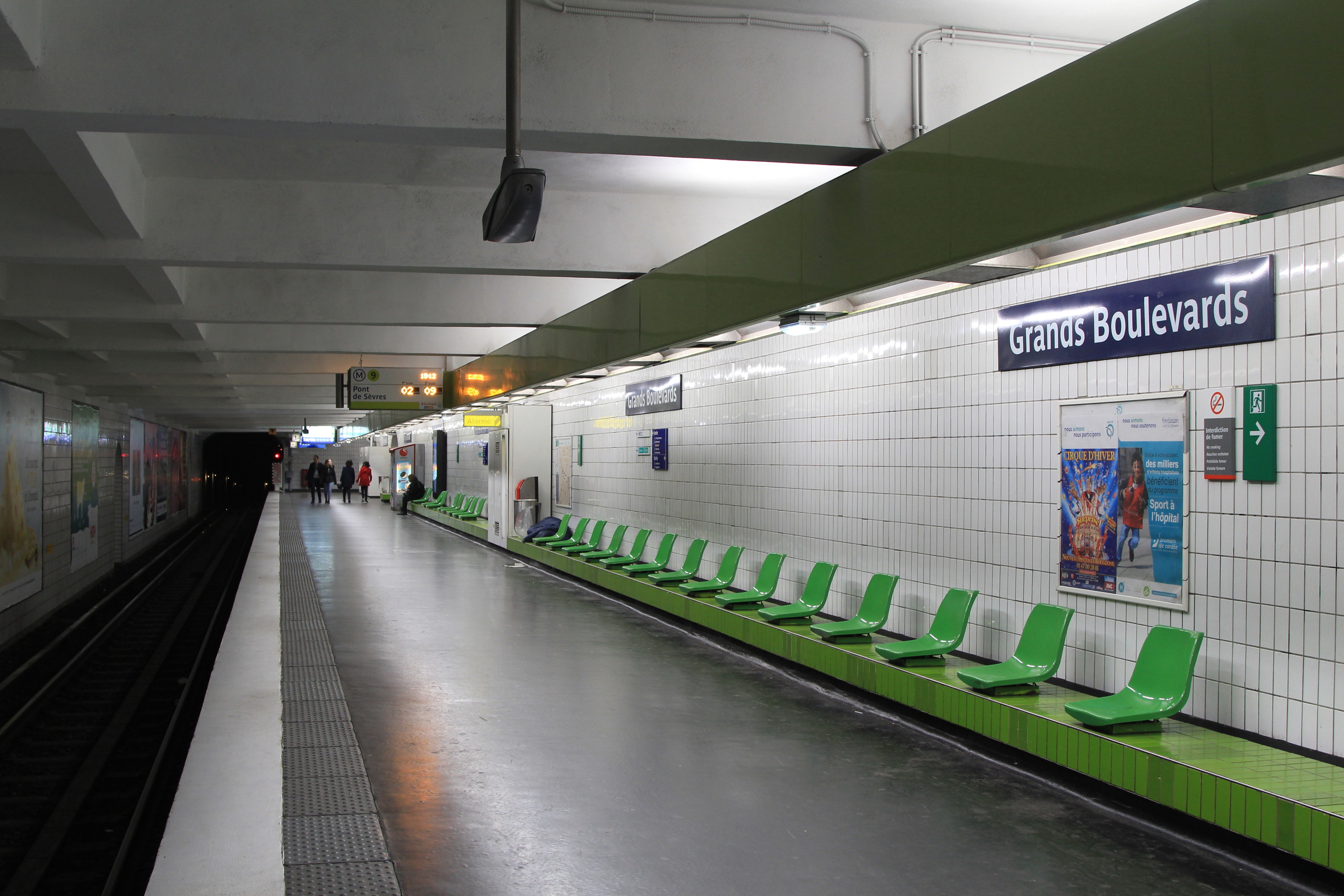
Quais de la ligne 9 direction Pont de Sèvres.
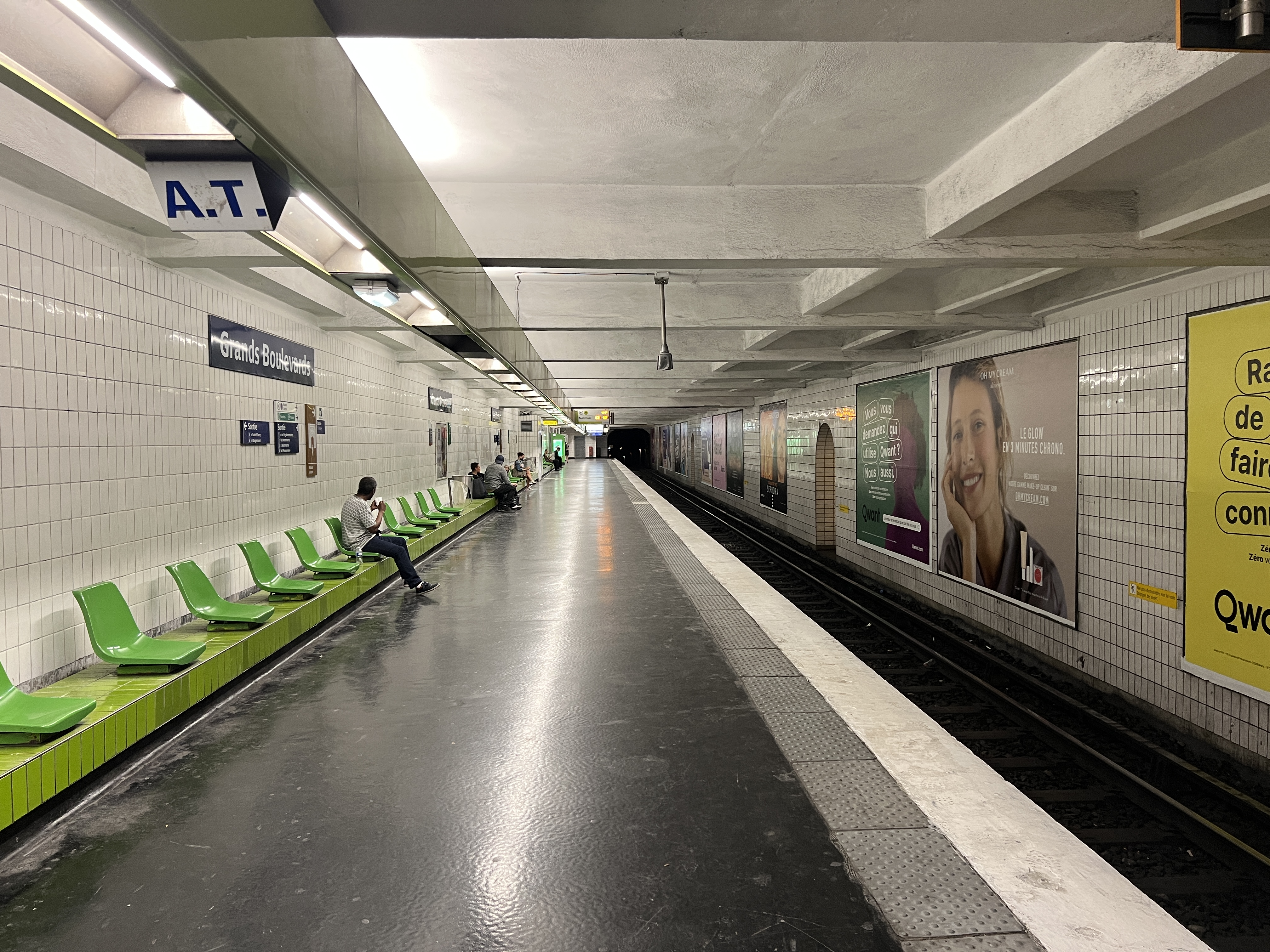
Quais de la ligne 9 direction Mairie de Montreuil.

.
Les quais des deux lignes, longs de 105 mètres, sont de configuration particulière : au nombre de deux par point d'arrêt, ils sont isolés dans deux demi-stations séparées par un piédroit central du fait de leur édification au sein d'un terrain instable. Ceux de la ligne 8 possèdent une voûte elliptique tandis que ceux de la ligne 9, disposés en dessous, possèdent des piédroits verticaux et un plafond horizontal en béton armé.
Leur décoration est de style « Andreu-Motte » dans les deux cas. Ceux de la ligne 8 possèdent deux rampes lumineuses rouges (une par demi-station), une banquette en carrelage rouge plat et des sièges « Motte » orange. Ceux de la ligne 9 possèdent deux rampes lumineuse verte (une par demi-station, déportée du côté opposé à la voie), des banquettes en carrelage vert plat et des sièges « Motte » verts. Ces aménagements sont mariés avec les carreaux en céramiques blancs plats, lesquels sont posés horizontalement et en quinconce sur les piédroits et les voûtes de la ligne 8, tandis qu'ils sont et posé verticalement et alignés sur les piédroits de la ligne 9, le plafond de cette dernière étant simplement peint en blanc. Les cadres publicitaires sont métalliques et le nom de la station est inscrit en police de caractères Parisine sur plaques émaillées.

### Intermodalité
La station est desservie par les lignes 20, 32, 39, 74 et 85 du réseau de bus RATP.

## À proximité
- Musée Grévin
- Théâtre des Nouveautés
- Théâtre des Variétés
- Passage Jouffroy
- Passage des Panoramas
- Galerie Saint-Marc
- Galerie Montmartre